# Élection présidentielle colombienne de 1930
L'élection présidentielle colombienne de 1930 est l'élection présidentielle dont le premier tour se déroula le 9 février 1930 en Colombie. Ces élections furent remportées par Miguel Abadía Méndez.

## Résultats
| Candidats                    | Parti politique        | Votes   |
| ---------------------------- | ---------------------- | ------- |
| Miguel Abadía Méndez         | Parti libéral          | 369 934 |
| Guillermo Valencia Castillo  | Parti conservateur     | 240 360 |
| Alfredo Vásquez Cobo         | Parti conservateur     | 213 583 |
| Autres votes, blancs et nuls |                        | 766     |
| Total de votes valides       | Total de votes valides | 824 530 |